# Segunda Categoría de Los Ríos 2020
El Campeonato Provincial de Segunda Categoría de Los Ríos 2020 fue un torneo de fútbol en Ecuador en el cual compitieron equipos de la Provincia de Los Ríos. El torneo fue organizado por Asociación de Fútbol Profesional de Los Ríos (AFNALR) y avalado por la Federación Ecuatoriana de Fútbol. El torneo empezó el 15 de agosto de 2020 y finalizó el 17 de octubre de 2020. Participaron 5 clubes de fútbol y entregó dos cupos a los play-offs de la Segunda Categoría 2020 por el ascenso a la Serie B, además el campeón provincial clasificó a la primera fase de la Copa Ecuador 2021. Por efectos de la pandemia de coronavirus en Ecuador el número de equipos participantes se redujo al igual que las fechas de disputa del torneo se modificaron.

## Sistema de campeonato
El sistema determinado por la Asociación de Fútbol Profesional de Los Ríos fue el siguiente:
- Se jugó una etapa única con los 5 equipos establecidos, todos contra todos ida y vuelta (10 fechas), al final los equipos que terminaron en primer y segundo lugar clasificaron a los dieciseisavos de final de Segunda Categoría Nacional 2020 como campeón y vicecampeón provincial respectivamente.

## Equipos participantes
| Equipos participantes                        | Equipos participantes | Equipos participantes        |
| -------------------------------------------- | --------------------- | ---------------------------- |
|                                              |                       |                              |
| Equipo                                       | Ciudad                | Estadio                      |
| Fútbol Club Insutec                          | Quevedo               | Estadio 7 de Octubre         |
| Club Social, Cultural y Deportivo San Camilo | Quevedo               | Estadio Municipal de Mocache |
| Club Social Deportivo Río Babahoyo           | Babahoyo              | Estadio Rafael Vera Yépez    |
| Club Deportivo Quevedo                       | Quevedo               | Estadio 7 de Octubre         |
| Club Sport Venecia                           | Babahoyo              | Estadio Rafael Vera Yépez    |

## Equipos por cantón
| Cantón   | N.º | Equipos                                          |
| -------- | --- | ------------------------------------------------ |
| Quevedo  | 3   | - San Camilo - Deportivo Quevedo - F. C. Insutec |
| Babahoyo | 2   | - Río Babahoyo - Venecia                         |

## Clasificación
| Pos. | Equipo            | Pts. | PJ | G | E | P | GF | GC | Dif. |  |
| ---- | ----------------- | ---- | -- | - | - | - | -- | -- | ---- |  |
| 1    | Venecia           | 17   | 8  | 5 | 2 | 1 | 19 | 3  | +16  |  |
| 2    | Insutec           | 15   | 8  | 4 | 3 | 1 | 22 | 6  | +16  |  |
| 3    | Deportivo Quevedo | 15   | 8  | 4 | 3 | 1 | 15 | 4  | +11  |  |
| 4    | San Camilo        | 5    | 8  | 1 | 2 | 5 | 3  | 13 | −10  |  |
| 5    | Río Babahoyo      | 2    | 8  | 0 | 2 | 6 | 6  | 39 | −33  |  |

 Fuente: Aso Los Ríos
Criterios de clasificación: 1) Puntos; 2) Diferencia de goles; 3) Goles marcados
|  | Campeón y clasificado a los zonales de Segunda Categoría 2020.     |
|  | Vicecampeón y clasificado a los zonales de Segunda Categoría 2020. |

## Evolución de la clasificación
| Equipo / Jornada  | 01 | 02 | 03 | 04 | 05 | 06 | 07 | 08 | 09 | 10 |
| ----------------- | -- | -- | -- | -- | -- | -- | -- | -- | -- | -- |
| Venecia           | 1  | 1  | 1  | 2  | 1  | 1  | 1  | 1  | 1  | 1  |
| F. C. Insutec     | 2  | 2  | 2  | 1  | 3  | 3  | 3  | 2  | 3  | 2  |
| Deportivo Quevedo | 5  | 5  | 5  | 3  | 2  | 2  | 2  | 3  | 2  | 3  |
| San Camilo        | 4  | 3  | 3  | 4  | 4  | 4  | 4  | 4  | 4  | 4  |
| Río Babahoyo      | 3  | 4  | 4  | 5  | 5  | 5  | 5  | 5  | 5  | 5  |

| 1. |

## Resultados

### Primera vuelta
| Deportivo Quevedo | 0 - 1      | Venecia    | 7 de Octubre      | 15 de agosto | 15:00      |
| Río Babahoyo      | 2 - 2      | Insutec    | Rafael Vera Yépez | 15 de agosto | 15:00      |
| Libre:            | San Camilo | San Camilo | San Camilo        | San Camilo   | San Camilo |

| Venecia    | 2 - 1   | Río Babahoyo      | Rafael Vera Yépez    | 22 de agosto | 15:00   |
| San Camilo | 0 - 0   | Deportivo Quevedo | Municipal de Mocache | 23 de agosto | 15:00   |
| Libre:     | Insutec | Insutec           | Insutec              | Insutec      | Insutec |

| Insutec      | 1 - 0             | Venecia           | Arena La Victoria | 29 de agosto      | 15:00             |
| Río Babahoyo | 0 - 1             | San Camilo        | Rafael Vera Yépez | 9 de septiembre   | 15:00             |
| Libre:       | Deportivo Quevedo | Deportivo Quevedo | Deportivo Quevedo | Deportivo Quevedo | Deportivo Quevedo |

| San Camilo        | 0 - 1   | Insutec      | Municipal de Mocache | 5 de septiembre | 15:00   |
| Deportivo Quevedo | 4 - 0   | Río Babahoyo | 7 de Octubre         | 6 de septiembre | 15:00   |
| Libre:            | Venecia | Venecia      | Venecia              | Venecia         | Venecia |

| Insutec | 2 - 3        | Deportivo Quevedo | Arena La Victoria | 12 de septiembre | 15:00        |
| Venecia | 2 - 0        | San Camilo        | Rafael Vera Yépez | 12 de septiembre | 15:00        |
| Libre:  | Río Babahoyo | Río Babahoyo      | Río Babahoyo      | Río Babahoyo     | Río Babahoyo |

### Segunda vuelta
| Deportivo Quevedo | 0 - 0        | Insutec      | 7 de Octubre         | 19 de septiembre | 15:00        |
| San Camilo        | 0 - 2        | Venecia      | Municipal de Mocache | 20 de septiembre | 15:00        |
| Libre:            | Río Babahoyo | Río Babahoyo | Río Babahoyo         | Río Babahoyo     | Río Babahoyo |

| Río Babahoyo | 1 - 4   | Deportivo Quevedo | Rafael Vera Yépez | 26 de septiembre | 15:00   |
| Insutec      | 2 - 0   | San Camilo        | Arena La Victoria | 27 de septiembre | 15:00   |
| Libre:       | Venecia | Venecia           | Venecia           | Venecia          | Venecia |

| Venecia    | 1 - 1             | Insutec           | Rafael Vera Yépez    | 3 de octubre      | 15:00             |
| San Camilo | 2 - 2             | Río Babahoyo      | Municipal de Mocache | 4 de octubre      | 15:00             |
| Libre:     | Deportivo Quevedo | Deportivo Quevedo | Deportivo Quevedo    | Deportivo Quevedo | Deportivo Quevedo |

| Deportivo Quevedo | 4 - 0   | San Camilo | 7 de Octubre      | 10 de octubre | 15:00   |
| Río Babahoyo      | 0 - 11  | Venecia    | Rafael Vera Yépez | 10 de octubre | 15:00   |
| Libre:            | Insutec | Insutec    | Insutec           | Insutec       | Insutec |

| Venecia | 0 - 0      | Deportivo Quevedo | Rafael Vera Yépez | 17 de octubre | 15:00      |
| Insutec | 13 - 0     | Río Babahoyo      | Arena La Victoria | 17 de octubre | 15:00      |
| Libre:  | San Camilo | San Camilo        | San Camilo        | San Camilo    | San Camilo |

### Tabla de resultados cruzados
| Local \ Visitante | CAM | RÍO  | QUE | VEN  | INS |
| ----------------- | --- | ---- | --- | ---- | --- |
| San Camilo        | —   | 2–2  | 0–0 | 0–2  | 0–1 |
| Río Babahoyo      | 0–1 | —    | 1–4 | 0–11 | 2–2 |
| Deportivo Quevedo | 4–0 | 4–0  | —   | 0–1  | 0–0 |
| Venecia           | 2–0 | 2–1  | 0–0 | —    | 1–1 |
| Insutec           | 2–0 | 13–0 | 2–3 | 1–0  | —   |

### Campeón
| |
| Club Sport Venecia 8.° título Clasifica a los zonales de la Segunda Categoría 2020 - También clasifica Fútbol Club Insutec como vicecampeón. |